# Angie Stone
Angela Laverne Brown, conocida como Angie Stone (Columbia, Carolina del Sur, 18 de diciembre de 1961-Montgomery, Alabama, 1 de marzo de 2025) fue una cantante de R&B, soul y neo soul, a la vez de teclista, actriz y compositora estadounidense.

## Biografía
Comenzó su carrera musical como vocalista del grupo Vertical Hold y canciones de smooth urban como "Seems You're Much Too Busy", en el verano de 1993, la cual le sirvió para emprender su carrera en solitario. En 1999, firmó con Arista y grabó su álbum debut Black Diamond.
Stone era nativa de Columbia (Carolina del Sur) y desde niña cantaba como una de las voces principales en el coro góspel de First Nazareth Baptist Church. Su padre era miembro de un cuarteto local de góspel, inició a su hija en la música llevándole a actuaciones de The Singing Angels y The Gospel Keynotes. En su juventud escribió poesía, y triunfó en otra de sus grandes aficiones, el baloncesto. En su niñez intentaba ahorrar para hacer sus propias grabaciones en un estudio local llamado PAW. Formó el trío de rap The Sequence junto a Gwendolyn Chisolm y Cheryl Cook. Firmaron por el sello Sugarhill y cosecharon éxitos menores como la versión de un tema de Parliament, Funk You Up, o el sencillo I Don't Need Your Love (Part One). Después de trabajar con Matronix y Lenny Kravitz formó el trío Vertical Hold . Después de su debut en Arista editó Mahogany Soul en 2001, acompañado del éxito "Brotha". En 2003 creó su disco más exitoso Stone Love con el cual tras más de quince años de carrera dentro de la música urban, se consolidó como una de las grandes progresistas dentro del neo soul.

### Muerte
El 1 de marzo de 2025, Stone murió en un accidente de tráfico en Montgomery, Alabama.

## Discografía
Álbumes
- Black Diamond (1999)
- Mahogany Soul (2001)
- Stone Love (2003)
- Stone Hits: The Very Best of Angie Stone (2005)
- The Art of Love & War (2007)
- Unexpected (2009)
- Rich Girl (2012)
- Dream (2015)